# Syndrome hémolytique et urémique atypique
 Mise en garde médicale
Le syndrome hémolytique et urémique atypique (SHU atypique) est une maladie systémique grave, rare et potentiellement mortelle, avec un mauvais pronostic,,,. Elle touche aussi bien les enfants que les adultes. Elle est associée à une microangiopathie thrombotique (MAT),, c’est-à-dire la formation de caillots sanguins dans de petits vaisseaux de l’ensemble de l’organisme, avec potentiellement des complications systémiques touchant plusieurs organes,,.
La principale cause du SHU atypique est l’activation chronique et incontrôlée du système du complément, c’est-à-dire la branche du système immunitaire qui combat les infections et qui fait office de système d’élimination endogène des cellules mortes,,,,. Le système du complément est normalement très précisément autorégulé par des protéines qui contrôlent ses effets destructeurs. Dans le SHU atypique, cette régulation est compromise, principalement à cause de mutations au niveau de ces protéines régulatrices,. Les perturbations de ces mécanismes de contrôle peuvent entraîner une activation excessive du système du complément, responsable de lésions des propres tissus de l’organisme,. Un diagnostic rapide de la maladie et la mise en place précoce d’un traitement approprié améliorent le pronostic et peuvent réduire les risques associés à la MAT et à ses complications potentiellement fatales, comme l’insuffisance rénale, l’accident vasculaire cérébral et la crise cardiaque,,,. 

## Nomenclature
Le SHU atypique est une forme de SHU (syndrome hémolytique et urémique). Chez les enfants, il ne représente que 5 à 10 % des cas, tandis qu’il concerne la plupart des patients adultes souffrant de SHU. La majorité des cas pédiatriques de SHU est provoquée par une infection par la bactérie Escherichia coli qui produit la Shiga-toxine. On appelle cette forme de la maladie SHU à STEC (ou parfois, SHU D+(D+ pour présence de diarrhée)). Dans certaines publications, le SHU atypique a été décrit comme un syndrome hémolytique et urémique non associé à une diarrhée (SHU D-). Cette nomenclature peut cependant porter à confusion dans la mesure où jusqu’à 30 % des patients atteints de SHU atypique souffrent de diarrhées. Il a donc été suggéré d’abandonner le terme de SHU D-.

## Épidémiologie
Le SHU atypique peut être sporadique ou familial,, sans influence de l’origine ethnique du patient, de son sexe ou de sa région géographique d’origine. Comme pour toutes les maladies rares, les données sur l’incidence du SHU atypique sont limitées. Un registre européen rassemblant 167 patients pédiatriques a documenté 3,3 cas par million d’enfants et un taux encore plus faible chez les adultes,. Une étude récente portant sur 214 patients souffrant de SHU atypique indique une incidence  similaire chez l’enfant (41,6 %) et l’adulte (58,4 %). Le site Web Orphanet (portail des maladies rares et des médicaments orphelins) rapporte une prévalence de 1–9 par million. 

## Pathogenèse
Le SHU atypique est provoqué par une activation chronique et incontrôlée du complément, entraînant des lésions des cellules endothéliales et des organes cibles,. Chez les individus sains, le système du complément a pour fonction d’attaquer et de détruire les agents pathogènes comme les bactéries, les virus ou les cellules altérées, et d’éliminer les débris cellulaires,,. Il est composé de 3 voies différentes : la voie classique, la voie des lectines et la voie alterne. Les deux premières sont activées respectivement par des complexes immunitaires et par la fixation à des micro-organismes, tandis que la voie alterne est constamment active et provoque ainsi une production continue du complexe d'attaque membranaire (MAC), responsable de la lyse cellulaire. Il est donc primordial que l’organisme régule étroitement le système du complément pour éviter toute atteinte des tissus et organes sains. Dans le SHU atypique, des mutations génétiques de protéines régulatrices du complément (comme CFH, CFB, CFI, MCP, CFHR 1/3 et la thrombomoduline) perturbent l’équilibre fragile de la voie du complément,,,. Une activité continue et non contrôlée du complément entraîne des lésions des cellules endothéliales (cellules tapissant les vaisseaux sanguins). L’activation secondaires des plaquettes et des globules blancs qui en découle provoque une MAT, qui entraîne à son tour une ischémie, une inflammation des vaisseaux sanguins responsables de lésions tissulaires irréversibles, d’une défaillance au niveau de plusieurs organes et, bien souvent, du décès du patient,,,. La plupart des mutations présentent une pénétrance de 50 % environ et il semble également que les facteurs environnementaux jouent un rôle important dans la pathogenèse,.

## Tableau clinique
Le SHU atypique se présente souvent avec des symptômes non spécifiques de type malaise et fatigue. Plus de la moitié des patients souffrent de lésions rénales, y compris d’insuffisance rénale terminale (IRT). Les signes et symptômes habituels sont : augmentation de la valeur de créatinine,,, oligurie, œdème, hypertension, diminution du débit de filtration glomérulaire estimé (DFGe), ou protéinurie.
Des atteintes extrarénales peuvent générer des symptômes, y compris prodromiques (précédents l’apparition de la maladie) : 
- Un tiers des patients rencontrent des événements thrombotiques ailleurs que dans les reins[28].
- Atteintes neurologiques : un patient sur deux environ présente des signes et symptômes associés au cerveau et au système nerveux[29]: confusion[30], accident vasculaire cérébral[29],[30], convulsions[29],[30], coma[29],[31] ou encéphalopathie[5].
- Atteintes cardiovasculaires : jusqu’à 43 % des patients atteints de SHU atypique présentent des symptômes cardiovasculaires[25],[32]. Des cas d’infarctus du myocarde (crise cardiaque)[11],[32], d’hypertension artérielle (pression artérielle élevée)[1],[25],[32] et vasculopathie diffuse[6] ont également été rapportés.
- Atteintes gastro-intestinales : 37 % des patients présentent des signes et symptômes gastro-intestinaux[3] : colite[10], douleur abdominale[10], pancréatite[33], vomissements[33], gastro-entérite[5], nécrose hépatique[5] ou diarrhée[13].
- Complications visuelles : neuropathie optique ischémique antérieure[34]
- Symptômes cutanés : lésions cutanées, ulcère, éruption pétéchiale[35]
- Complications pulmonaires[11]

Certaines conditions entraînent, chez les patients atteints de SHU atypique, un risque élevé de manifestations de MAT,, notamment ,,, :
- Diarrhée / gastro-entérite
- Infections des voies respiratoires supérieures
- MAT liée à la grossesse
- Hypertension maligne
- MAT liée à une transplantation
- Glomérulopathie
- Maladies systémiques de type lupus érythémateux disséminé (LED) et sclérodermie
- Tumeur maligne

## Pronostic
Sans traitement par anticorps monoclonal type Eculizumab (autorisé pour traiter le SHUa depuis septembre 2012 en France), le pronostic à long terme des patients atteints de SHU atypique est mauvais. Jusqu’à 79 % d’entre eux décèdent ou souffrent d’insuffisance rénale terminale dans les 3 ans malgré les soins symptomatiques. 
La transplantation rénale chez les patients atteints de SHU atypique avec IRT est rarement envisagée en raison du risque élevé de réapparition de la maladie et d’échec de la greffe chez jusqu’à 90 % des patients, qui finissent par présenter une nouvelle MAT.  La plupart des patients atteints de SHU atypique avec IRT sont donc traités par dialyse chronique, solution associée à un pronostic défavorable,. Une transplantation foie-rein combinée a été tentée chez des patients atteints de SHU atypique, même si le taux de mortalité associé à cette procédure complexe est élevé (un cas sur deux).

## Diagnostic
Le SHU atypique se manifeste avec les caractéristiques cliniques de la MAT (thrombocytopénie, hémolyse microangiopathique et symptômes d’atteintes des organes cibles). Cependant, le SHU atypique n’est pas la seule maladie provoquant une MAT systémique et il est donc essentiel de procéder à un diagnostic différentiel. Les autres formes majeures de MAT sont le purpura thrombocytopénique thrombotique (PTT) et le syndrome hémolytique et urémique à Escherichia coli producteur de la Shiga-toxine (SHU à STEC),,.
Après confirmation de la MAT à l’aide des résultats d’analyse pour la thrombocytopénie et l’hémolyse microangiopathique, et de l’évaluation des symptômes d’atteintes des organes cibles, il est indispensable de diagnostiquer la cause sous-jacente de la maladie. Un test de l’activité de l’ADAMTS13 peut confirmer le PTT ou le SHU atypique, tandis que le test de la Shiga-toxine permet de détecter le SHU à STEC :
- Une activité de l’ADAMTS13 inférieure ou égale à 5 % confirme le diagnostic de PTT.
- Un test de la Shiga-toxine positif dans les échantillons de selles et la preuve sérologique d’une infection à STEC dans les échantillons sanguins confirment le diagnostic de SHU à STEC[43].
- Une activité de l’ADAMTS13 supérieure à 5 % et l’absence de Shiga-toxines dans les selles augmentent la probabilité de diagnostic de SHU atypique.

En l’absence de résultats pour l’activité de l’ADAMTS13, le taux serique de créatinine (Cr) et la numération plaquettaire peuvent orienter le diagnostic différentiel de la MAT. Un taux serique de créatinine /> 150–200 μmol/L (> 1,7–2,3 mg/dL) chez l’adulte ou une numération plaquettaire /> 30 000/mm3 écarte avec quasi-certitude le diagnostic de déficit sévère en ADAMTS13 et donc de PTT.
Même si le SHU atypique est une maladie principalement d’origine génétique, 30 à 50 % des patients ne présentent aucune mutation génétique identifiable,,,. Les tests génétiques ne constituent donc pas un moyen fiable de diagnostiquer la maladie,. Certaines des mutations génétiques connues n’ont en outre aucune conséquence sur le pronostic. Pour cette raison, et à cause de la disponibilité limitée des tests génétiques en raison de leur coût élevé et de la durée nécessaire à l’analyse des résultats, ils ne conviennent pas pour l’évaluation initiale et la gestion du SHU atypique,.

## Traitement

### Échange plasmatique / perfusion de plasma (EP/TPFC)
Même si le recours à l’EP/TPFC est fréquent, aucun essai contrôlé n’a été mené afin d’évaluer son innocuité ou son efficacité dans le SHU atypique. On observe, chez certains patients, une amélioration des résultats hématologiques,,, mais, chez d’autres patients, le dérèglement du complément et la MAT persistent malgré un traitement initial par EP/TPFC,,. La raison en est peut-être que l’EP/TPFC ne suffit pas à éliminer les facteurs du complément qui ont muté ou de remplacer les facteurs déficients,, avec en conséquence une réponse clinique limitée,. 
L’American Society for Apheresis a émis une recommandation de niveau 2C / faible pour le traitement du SHU atypique par EP/TPFC en raison de la qualité « faible » ou « très faible » des preuves étayant son utilisation.

### Dialyse chronique
Les patients atteints de SHU atypique avec IRT sont pris en charge en dialyse, qui leur offre un taux de survie à 5 ans de 50 % environ. Comme l’activation systémique incontrôlée du complément se poursuit chez les patients atteints de SHU atypique sous dialyse, ils présentent une activité du complément plus prononcée que les patients sans SHU atypique.  Les patients avec SHU atypique sous dialyse risquent toujours de développer une MAT dans d’autres organes,,,,,,. 

### Transplantation
Même si elle a été utilisée chez des patients atteints de SHU atypique, la transplantation rénale ne résout pas le problème d’activation incontrôlée du complément qui entraîne une MAT systémique progressive. Selon les mutations génétiques présentes, la maladie  réapparaît ainsi chez jusqu’à 90 % des patients atteints de SHU atypique après une transplantation rénale,. À la suite de la transplantation, l’activation continue et incontrôlée du complément associée au SHU atypique provoque une perte du greffon qui, chez la plupart des patients, ne peut être évitée par EP/TPFC,. La transplantation foie-rein combinée n’est possible que chez un nombre faible  de patients en raison de la disponibilité limitée d’organes. En outre, l’inflammation et la MAT se poursuivent dans d’autres organes et il existe un risque important de décès que de nombreux médecins et patients peuvent juger excessif,. 

### Éculizumab
L’éculizumab est un anticorps monoclonal humanisé, qui se lie à la fraction C5 du complément, responsable de l’activation du complexe d’attaque membranaire (MAC),, et inhibe ainsi l’activité incontrôlée de la voie terminale du complément. L’éculizumab est aujourd’hui le seul inhibiteur du complément approuvé dans l’Union Européenne pour le traitement du SHU atypique chez l’adulte et l’enfant. 